# Peter Tennant
Peter Frank Dalrymple Tennant, född 29 november 1910, död 22 december 1996 i Haslemere i England, var en brittisk diplomat och spion.
Tennant var verksam som lektor (don) vid Cambridgeuniversitetet. Han hade ett stort intresse för och goda kunskaper om Skandinavien. Senare verkade han som pressattaché och hemlig kontaktperson för Special Operations Executive vid den brittiska beskickningen i Stockholm under andra världskriget. Arbetet underlättades av att Tennant själv talade flytande svenska. Efter att Tennant anlänt till Stockholm för att tillträda tjänsten som pressattaché gick ryktet att han i själva verket var Secret Intelligence Services stationschef. Ryktet bidrog till att hålla den verkliga spionchefen hemlig. Året efter ankomsten till Stockholm blev Tennet själv spionchef, men för den svenska sektionen av Special Operations Executive.
Genom kontakt med den svenska författarinnan Amelie Posse och den av henne grundade Tisdagsklubben kunde Tennant bidra till uppbyggnaden av en motståndsorganisation av antinazister som han försåg med brittiska radiosändare. Han byggde samtidigt upp en fristående hemlig organisation med antinazistisk och probrittisk inriktning huvudsakligen bestående av svenska syndikalister. Uppbyggnaden skedde utifrån ett direktiv från huvudkontoret i England som delade upp Sverige i tio distrikt, vars ledare skulle hålla radiokontakt sinsemellan och vara beredda att utföra sabotage mot en eventuell tysk ockupationsmakt. Redan året därpå hade omvärldsanalysen förändrats och organisationen betraktades nu som överflödig av britterna. År 1945 flyttade han med familjen till Paris för att verka som pressattaché vid ambassaden där. Samma år förlänades han brittiska imperieorden.
Tennant var gift med svenskan Hellis Fellenius 1934–1952. De fick en son och två döttrar tillsammans. Därefter gifte han sig 1953 med Galina Bosley och de förblev makar fram till hennes bortgång 1995.

## Utmärkelser
- 1945 – Brittiska imperieorden (OBE)